# Бяла Слатина
Бя́ла Сла́тина (болг. Бяла Слатина) — місто в Врачанській області Болгарії. Адміністративний центр громади Бяла Слатина.

## Населення
За даними перепису населення 2011 року у місті проживали 11 227 осіб.
Національний склад населення міста:
| Національність   | Кількість осіб | Відсоток |
| ---------------- | -------------- | -------- |
| болгари          | 8070           | 83,6%    |
| цигани           | 1244           | 12,9%    |
| турки            | 218            | 2,3%     |
| інша             | 17             | 0,2%     |
| не визначились   | 106            | 1,1%     |
| Всього відповіли | 9655           |          |

Розподіл населення за віком у 2011 році:
Динаміка населення: